# Буковно-Пшимярки
Буковно-Пшимярки (пол. Bukowno Przymiarki) — остановочный пункт в городе Буковно, в Малопольском воеводстве Польши. Имеет 2 платформы и 2 пути.
Остановочный пункт на железнодорожной линии Тунель — Сосновец-Главный.